# Tupinambis duseni
Tupinambis duseni és una espècie de sauròpsid (rèptil) escatós de la família Teiidae que es distribueix en l'ecozona del Cerrado del Brasil.